# Ліхтенштейн на літніх Олімпійських іграх 1992
Ліхтенштейн брав участь у Літніх Олімпійських іграх 1992 року в Барселоні (Іспанія), але не завоював жодної медалі. Князівство представляли 7 спортсменів у 4 видах спорту: легкій атлетиці, велоспорті, дзюдо та стрільбі.

## Легка атлетика
Чоловіки
| Спортсмен    | Змагання         | Результат | Місце |
| ------------ | ---------------- | --------- | ----- |
| Роланд Вілле | Марафонський біг | 2:31:32   | 68    |

Жінки
| Спортсмен       | Змагання    | Біг на 100 метрів | Біг на 100 метрів | Стрибок у висоту | Стрибок у висоту | Штовхання ядра | Штовхання ядра | Біг на 200 метрів | Біг на 200 метрів | Стрибок у довжину | Стрибок у довжину | Метання списа | Метання списа | Біг на 800 метрів | Біг на 800 метрів | Результат | Результат |
| Спортсмен       | Змагання    | Час               | Місце             | Результат        | Місце            | Результат      | Місце          | Час               | Місце             | Результат         | Місце             | Результат     | Місце         | Час               | Місце             | Місце     | Рейтинг   |
| --------------- | ----------- | ----------------- | ----------------- | ---------------- | ---------------- | -------------- | -------------- | ----------------- | ----------------- | ----------------- | ----------------- | ------------- | ------------- | ----------------- | ----------------- | --------- | --------- |
| Мануела Марксер | Семиборство | 13,94             | 987               | 167 см           | 818              | 12,40 м        | 688            | 24,43             | 940               | 574 см            | 771               | 41,08 м       | 688           | 2:17,53           | 857               | 5749      | 24        |

## Велоспорт

### Шосейні перегони
Жінки
| Спортсмен    | Змагання      | Час             | Результат |
| ------------ | ------------- | --------------- | --------- |
| Івона Елькух | Групова гонка | 2:21:32(+16:50) | 47        |

### Велотрек
Гонка з переслідуванням
| Спортсмен   | Змагання                                       | Кваліфікація | Кваліфікація | Чвертьфінал       | Чвертьфінал       | Чвертьфінал       | Півфінал          | Півфінал          | Півфінал          | Фінал             | Фінал             | Місце |
| Спортсмен   | Змагання                                       | Час          | Міце         | Суперник Час      | Власний час       | Місце             | Суперник Час      | Власний час       | Місце             | Суперник Час      | Власний час       | Місце |
| ----------- | ---------------------------------------------- | ------------ | ------------ | ----------------- | ----------------- | ----------------- | ----------------- | ----------------- | ----------------- | ----------------- | ----------------- | ----- |
| Патрік Матт | Індивідуальна чоловіча гонка з переслідуванням | 4:46,982     | 19           | Завершив змагання | Завершив змагання | Завершив змагання | Завершив змагання | Завершив змагання | Завершив змагання | Завершив змагання | Завершив змагання | 19    |

Перегони за очками
| Спортсмен   | Змагання                    | Кваліфікація | Кваліфікація  | Кваліфікація | Кваліфікація | Вирішальний заїзд | Вирішальний заїзд | Місце |
| Спортсмен   | Змагання                    | Група        | Зовнішнє коло | Очки         | Місце        | Зовнішнє коло     | Очки              | Місце |
| ----------- | --------------------------- | ------------ | ------------- | ------------ | ------------ | ----------------- | ----------------- | ----- |
| Патрік Матт | Чоловічі перегони за очками | B            | -             | 3            | 3            | -                 | 5                 | 17    |

## Дзюдо
Чоловіки
| Спортсмен      | Змагання      | Кваліфікація               | 1/32               | 1/16               | Чвертьфінал        | Півфінал           | Втішний перший раунд | Втішний останній раунд | Втішний чвертьфінал | Втішний півфінал   | За 3 місце         | Фінал              | Місце |
| Спортсмен      | Змагання      | Суперник Результат         | Суперник Результат | Суперник Результат | Суперник Результат | Суперник Результат | Суперник Результат   | Суперник Результат     | Суперник Результат  | Суперник Результат | Суперник Результат | Суперник Результат | Місце |
| -------------- | ------------- | -------------------------- | ------------------ | ------------------ | ------------------ | ------------------ | -------------------- | ---------------------- | ------------------- | ------------------ | ------------------ | ------------------ | ----- |
| Вальтер Кайзер | Надлегка вага | США Джиммі Педро 0000-0010 | Завершив змагання  | Завершив змагання  | Завершив змагання  | Завершив змагання  |                      |                        |                     |                    |                    |                    | 36    |

Жінки
| Спортсмен    | Змагання          | Кваліфікаційний раунд     | 1/16                                         | Чвертьфінал        | Півфінал           | Втішний останній раунд | Втішний чвертьфінал | Втішний півфінал   | За 3 місце         | Фінал              | Місце |
| Спортсмен    | Змагання          | Суперник Результат        | Суперник Результат                           | Суперник Результат | Суперник Результат | Суперник Результат     | Суперник Результат  | Суперник Результат | Суперник Результат | Суперник Результат | Місце |
| ------------ | ----------------- | ------------------------- | -------------------------------------------- | ------------------ | ------------------ | ---------------------- | ------------------- | ------------------ | ------------------ | ------------------ | ----- |
| Бріджит Блум | Напівсередня вага | США Лінн Рьотке 0001-0000 | Чехословаччина Мирослава Яношикова 0000-0001 | Завершила змагання | Завершила змагання |                        |                     |                    |                    |                    | 16    |

## Стрільба
Чоловіки
| Спортсмен     | Змагання              | Кваліфікація | Кваліфікація | Фінал      | Фінал      |
| Спортсмен     | Змагання              | Очки         | Місце        | Очки       | Місце      |
| ------------- | --------------------- | ------------ | ------------ | ---------- | ---------- |
| Йозеф Брендле | Пневматична гвинтівка | 576          | 39           | не пройшов | не пройшов |